# Octoknema hulstaertiana
Octoknema hulstaertiana är en tvåhjärtbladig växtart som beskrevs av Germain. Octoknema hulstaertiana ingår i släktet Octoknema och familjen Octoknemaceae. Inga underarter finns listade i Catalogue of Life.